# 1234567 (kunstwerk)
1234567 is een artistiek kunstwerk in Haarlem
Het beeld is 2002 in opdracht van ProRail gemaakt door de Haarlemse kunstenaar in diverse disciplines Hannes Kuiper (Johannes Willem Kuiper, 1945). Het beeld bestaat uit drie delen. Allereerst een fleurige sokkel waarop via plaatwerk een viertal kippen te zien zijn. Uit de sokkel steken drie wit-groen geblokte pilarenstaanders waarbij de kleuren zijn verdeeld over ongelijke vlakken. De pilaren dragen een “kop”. In die kop zijn een zon, een planeet, een groene ster, enkele gezichten te zien als ook de titel 1234567. De contouren van die kop zijn aangepast aan de weergaven. Ogen en pijlen zijn over het gehele beeld terug te zien. Kuiper verbeeldt met dit werk de binding tussen mens en kosmos.